# Најстарији људи у Европи
Ово је списак 50 најстаријих људи у историји Европе и списак 50 најстаријих мушкараца у историји Европе. На списку се налазе само суперстогодишњаци чије су године старости званично потврђене од стране међународне базе података о дуговечности, односно геронтолошке истраживачке групе или гинисове књиге рекорда.
Званично: Најстарија особа у историји Европе била је Францускиња Жана Калман (1875—1997) која је живела 122 године и 164 дана, а најстарији мушкарац у историји Европе био је Шпанац Џоун Рјудаветс (1889—2004) који је живео 114 година и 81 дан.
Тренутно: Најстарија жива особа у Европи је Етел Катерхем (рођена 21. августа 1909) из Уједињеног Краљевства која има 115 година и 238 дана, а најстарији живи мушкарац у Европи је Илије Чокан (рођен 10. јуна 1913) из Румуније који има 111 година и 310 дана.

## 50 најстаријих људи у Европи икада
Потврђена доб (умрли): 45
      Потврђена доб (живи): 5

‡^  означава датум смрти али, ако је особа жива, старост на датум 16. април 2025.
| №  | Име                           | Пол | Датум рођења        | Датум смрти         | Старост [‡]          | Место смрти или боравка |
| -- | ----------------------------- | --- | ------------------- | ------------------- | -------------------- | ----------------------- |
| 1  | Жана Калман                   | Ж   | 21. фебруар 1875.   | 4. август 1997.     | 122 године, 164 дана | Француска               |
| 2  | Лисил Рандон                  | Ж   | 11. фебруар 1904.   | 17. јануар 2023.    | 118 година, 340 дана | Француска               |
| 3  | Марија Брањас Морера          | Ж   | 4. март 1907.       | 19. август 2024.    | 117 година, 168 дана | Шпанија                 |
| 4  | Ема Морано                    | Ж   | 29. новембар 1899.  | 15. април 2017.     | 117 година, 137 дана | Италија                 |
| 5  | Жан Бо                        | Ж   | 14. јануар 1905.    | 22. мај 2021.       | 116 година, 128 дана | Француска               |
| 6  | Марија Ђузепа Робучи          | Ж   | 20. март 1903.      | 18. јун 2019.       | 116 година, 90 дана  | Италија                 |
| 7  | Текла Јуњевич                 | Ж   | 10. јун 1906.       | 19. август 2022.    | 116 година, 70 дана  | Пољска                  |
| 8  | Ана Вела Рубио                | Ж   | 29. октобар 1901.   | 15. децембар 2017.  | 116 година, 47 дана  | Шпанија                 |
| 9  | Ђузепина Пројето              | Ж   | 30. мај 1902.       | 6. јул 2018.        | 116 година, 37 дана  | Италија                 |
| 10 | Етел Катерхем                 | Ж   | 21. август 1909.    | Жива                | 115 година, 238 дана | Уједињено Краљевство    |
| 11 | Шарлот Хјуз                   | Ж   | 1. август 1877.     | 17. март 1993.      | 115 година, 228 дана | Уједињено Краљевство    |
| 12 | Магдалена Оливер Габаро       | Ж   | 31. октобар 1903.   | 1. мај 2019.        | 115 година, 182 дана | Шпанија                 |
| 13 | Марија де Жезус               | Ж   | 10. септембар 1893. | 2. јануар 2009.     | 115 година, 114 дана | Португалија             |
| 14 | Мари-Џозефин Годет            | Ж   | 25. март 1902.      | 13. јул 2017.       | 115 година, 110 дана | Италија                 |
| 15 | Валентине Лигни               | Ж   | 22. октобар 1906.   | 4. јануар 2022.     | 115 година, 74 дана  | Француска               |
| 16 | Хендрикје ван Андел Шипер     | Ж   | 29. јун 1890.       | 30. август 2005.    | 115 година, 62 дана  | Холандија               |
| 17 | Мари Бремон                   | Ж   | 25. април 1886.     | 6. јун 2001.        | 115 година, 42 дана  | Француска               |
| 18 | Ени Џенингс                   | Ж   | 12. новембар 1884.  | 20. новембар 1999.  | 115 година, 8 дана   | Уједињено Краљевство    |
| 19 | Ева Морис                     | Ж   | 8. новембар 1885.   | 2. новембар 2000.   | 114 година, 360 дана | Уједињено Краљевство    |
| 20 | Мари-Роуз Тесје               | Ж   | 21. мај 1910.       | Жива                | 114 година, 330 дана | Француска               |
| 21 | Марија до Коуто Маја-Лопес    | Ж   | 24. октобар 1890.   | 25. јул 2005.       | 114 година, 274 дана | Португалија             |
| 22 | Шарлот Кречман                | Ж   | 3. децембар 1909.   | 27. август 2024.    | 114 година, 268 дана | Немачка                 |
| 23 | Венере Пицинато-Папо          | Ж   | 23. новембар 1896.  | 2. август 2011.     | 114 година, 252 дана | Италија                 |
| 24 | Етел Ланг                     | Ж   | 27. мај 1900.       | 15. јануар 2015.    | 114 година, 233 дана | Уједињено Краљевство    |
| 25 | Марија Антонија Кастро        | Ж   | 10. јун 1881.       | 16. јануар 1996.    | 114 година, 220 дана | Шпанија                 |
| 26 | Ана Елајза Вилијамс           | Ж   | 2. јун 1873.        | 27. децембар 1987.  | 114 година, 208 дана | Уједињено Краљевство    |
| 27 | Лиди Велар                    | Ж   | 18. март 1875.      | 17. септембар 1989. | 114 година, 183 дана | Француска               |
| 28 | Габријела Валентајн дес Робер | Ж   | 4. јун 1904.        | 3. децембар 2018.   | 114 година, 182 дана | Француска               |
| 29 | Камиј Лоазо                   | Ж   | 13. фебруар 1892.   | 12. август 2006.    | 114 година, 180 дана | Француска               |
| 30 | Ана Примо                     | Ж   | 5. октобар 1890.    | 26. март 2005.      | 114 година, 172 дана | Француска               |
| 31 | Гертје Кинтјес                | Ж   | 19. јул 1905.       | 24. децембар 2019.  | 114 година, 158 дана | Холандија               |
| 32 | Лучија Лаура Санђенито        | Ж   | 22. новембар 1910.  | Жива                | 114 година, 145 дана | Италија                 |
| 33 | Клаудија Гађучкина            | Ж   | 5. децембар 1910.   | Жива                | 114 година, 132 дана | Русија                  |
| 34 | Андре Бертолето               | Ж   | 1. јануар 1911.     | Жива                | 114 година, 105 дана | Француска               |
| 35 | Луизи Жан Ајакс               | Ж   | 8. септембар 1883.  | 9. децембар 1997.   | 114 година, 92 дана  | Уједињено Краљевство    |
| 36 | Марија дел Кармен Лопез       | Ж   | 3. април 1883.      | 3. јул 1997.        | 114 година, 91 дан   | Шпанија                 |
| 37 | Онорин Рондело                | Ж   | 28. јул 1903.       | 19. октобар 2017.   | 114 година, 83 дана  | Француска               |
| 37 | Силверија Мартин Дијаз        | Ж   | 20. јун 1910.       | 11. септембар 2024. | 114 година, 83 дана  | Шпанија                 |
| 39 | Џоун Рјудаветс                | М   | 15. децембар 1889.  | 5. март 2004.       | 114 година, 81 дан   | Шпанија                 |
| 40 | Клаудија Бакарини             | Ж   | 13. октобар 1910.   | 24. децембар 2024.  | 114 година, 72 дана  | Италија                 |
| 41 | Ен Брас Латер                 | Ж   | 16. јул 1906.       | 2. септембар 2020.  | 114 година, 48 дана  | Холандија               |
| 41 | Мари Луиз Татероде            | Ж   | 17. јул 1906.       | 3. септембар 2020.  | 114 година, 48 дана  | Француска               |
| 43 | Флори Болдвин                 | Ж   | 31. март 1896.      | 8. мај 2010.        | 114 година, 38 дана  | Уједињено Краљевство    |
| 44 | Луизе Помпе                   | Ж   | 12. октобар 1908.   | 11. новембар 2022.  | 114 година, 30 дана  | Аустрија                |
| 45 | Ејми Халмс                    | Ж   | 5. октобар 1887.    | 27. октобар 2001.   | 114 година, 22 дана  | Уједињено Краљевство    |
| 46 | Мари Лигнен                   | Ж   | 26. март 1901.      | 2. април 2015.      | 114 година, 7 дана   | Француска               |
| 47 | Марија Тереза Бардет          | Ж   | 2. јун 1898.        | 8. јун 2012.        | 114 година, 6 дана   | Француска               |
| 47 | Густав Гернет                 | М   | 15. октобар 1905.   | 21. октобар 2019.   | 114 година, 6 дана   | Немачка                 |
| 49 | Вирџинија Дигеро              | Ж   | 24. децембар 1891.  | 28. децембар 2005.  | 114 година, 4 дана   | Италија                 |
| 50 | Марија Редаели                | Ж   | 3. април 1899.      | 2. април 2013.      | 113 година, 364 дана | Италија                 |

## 50 најстаријих мушкараца у Европи икада
Потврђена доб (умрли): 48
      Потврђена доб (живи): 2

‡^  означава датум смрти али, ако је особа жива, старост на датум 16. април 2025.
| №  | Име                                 | Датум рођења       | Датум смрти         | Старост [‡]          | Место смрти или боравка |
| -- | ----------------------------------- | ------------------ | ------------------- | -------------------- | ----------------------- |
| 1  | Џоун Рјудаветс                      | 15. децембар 1889. | 5. март 2004.       | 114 година, 81 дан   | Шпанија                 |
| 2  | Густав Гернет                       | 15. октобар 1905.  | 21. октобар 2019.   | 114 година, 6 дана   | Немачка                 |
| 3  | Франсиско Нуњез Оливера             | 13. децембар 1904. | 29. јануар 2018.    | 113 година, 47 дана  | Шпанија                 |
| 4  | Хенри Алингам                       | 5. јун 1896.       | 18. јул 2009.       | 113 година, 43 дана  | Уједињено Краљевство    |
| 5  | Антонио Тоде                        | 22. јануар 1889.   | 2. јануар 2002.     | 112 година, 345 дана | Италија                 |
| 6  | Сатурнино де ла Фуенте Гарсија      | 11. фебруар 1909.  | 18. јануар 2022.    | 112 година, 341 дан  | Шпанија                 |
| 7  | Џон Еванс                           | 19. август 1877.   | 10. јун 1990.       | 112 година, 295 дана | Уједињено Краљевство    |
| 8  | Жорж Томас                          | 19. новембар 1911. | 1. јун 2024.        | 112 година, 195 дана | Француска               |
| 9  | Јосеп Арменгол Јовер                | 23. јул 1881.      | 20. јануар 1994.    | 112 година, 181 дан  | Шпанија                 |
| 10 | Ђовани Фрај                         | 29. децембар 1890. | 19. јун 2003.       | 112 година, 172 дана | Италија                 |
| 11 | Сакари Момој                        | 5. фебруар 1903.   | 5. јул 2015.        | 112 година, 150 дана | Јапан                   |
| 12 | Аугусто Мореира де Оливеира         | 6. октобар 1896.   | 13. фебруар 2009.   | 112 година, 130 дана | Португалија             |
| 13 | Џон Тинисвуд                        | 26. август 1912.   | 25. новембар 2024.  | 112 година, 91 дан   | Уједињено Краљевство    |
| 14 | Боб Вејтон                          | 29. март 1908.     | 28. мај 2020.       | 112 година, 60 дана  | Уједињено Краљевство    |
| 15 | Артуро Ликата                       | 2. мај 1902.       | 24. април 2014.     | 111 година, 357 дана | Италија                 |
| 16 | Станислав Ковалски                  | 14. април 1910.    | 5. април 2022.      | 111 година, 356 дана | Пољска                  |
| 17 | Морис Флоке                         | 25. децембар 1894. | 10. новембар 2006.  | 111 година, 320 дана | Француска               |
| 18 | Илије Чокан                         | 10. јун 1913.      | Жив                 | 111 година, 310 дана | Румунија                |
| 19 | Валерио Пироди                      | 13. новембар 1905. | 18. септембар 2017. | 111 година, 309 дана | Италија                 |
| 20 | Михаил Кричевски                    | 9. март 1897.      | 26. децембар 2008.  | 111 година, 292 дана | Украјина                |
| 21 | Џон Мозли Тарнер                    | 15. јун 1856.      | 21. март 1968.      | 111 година, 280 дана | Уједињено Краљевство    |
| 22 | Херман Дорнеман                     | 27. мај 1893.      | 2. март 2005.       | 111 година, 279 дана | Немачка                 |
| 23 | Антонио Уреа Ернандез               | 18. фебруар 1888.  | 15. новембар 1999.  | 111 година, 270 дана | Шпанија                 |
| 24 | Јан Машил Рејскенс                  | 11. мај 1878.      | 7. јануар 1990.     | 111 година, 241 дан  | Холандија               |
| 25 | Хесус Мостео Перез                  | 1. јануар 1908.    | 28. август 2019.    | 111 година, 239 дана | Шпанија                 |
| 26 | Андре Боите                         | 6. децембар 1910.  | 15. јул 2022.       | 111 година, 221 дан  | Француска               |
| 27 | Думитру Коменеску                   | 21. новембар 1908. | 27. јун 2020.       | 111 година, 219 дана | Румунија                |
| 28 | Андре Лудвиг                        | 6. јун 1912.       | 7. јануар 2024.     | 111 година, 215 дана | Француска               |
| 29 | Роже Овен                           | 20. март 1908.     | 13. октобар 2019.   | 111 година, 207 дана | Француска               |
| 30 | Херман Шмит Јохансен                | 15. јун 1875.      | 5. јануар 1987.     | 111 година, 204 дана | Норвешка                |
| 31 | Албано Андраде                      | 14. децембар 1909. | 29. јун 2021.       | 111 година, 197 дана | Португалија             |
| 32 | Антонио де Кастро                   | 6. јануар 1898.    | 22. јун 2009.       | 111 година, 167 дана | Португалија             |
| 33 | Јан Питер Бос                       | 12. јул 1891.      | 15. децембар 2002.  | 111 година, 156 дана | Холандија               |
| 34 | Емил Фоуркаде                       | 29. јул 1884.      | 29. децембар 1995.  | 111 година, 153 дана | Француска               |
| 35 | Арне Арвонен                        | 4. август 1897.    | 1. јануар 2009.     | 111 година, 150 дана | Финска                  |
| 36 | Јан Госенертс                       | 30. октобар 1900.  | 21. март 2012.      | 111 година, 143 дана | Белгија                 |
| 37 | Јежи Пајончковски-Дидињски          | 19. јул 1894.      | 6. децембар 2005.   | 111 година, 140 дана | Уједињено Краљевство    |
| 38 | Харолд Брачер                       | 30. новембар 1904. | 13. април 2016.     | 111 година, 135 дана | Уједињено Краљевство    |
| 39 | Триполино Ђанини                    | 20. август 1912.   | 31. децембар 2023.  | 111 година, 133 дана | Италија                 |
| 40 | Андерс Енгберг                      | 1. јул 1892.       | 6. новембар 2003.   | 111 година, 128 дана | Шведска                 |
| 40 | Алф Шмит                            | 29. март 1908.     | 4. август 2019.     | 111 година, 128 дана | Уједињено Краљевство    |
| 42 | Карл Матсон                         | 9. март 1908.      | 24. јун 2019.       | 111 година, 107 дана | Шведска                 |
| 43 | Френк Сајмс                         | 10. јул 1905.      | 18. септембар 2016. | 111 година, 70 дана  | Уједињено Краљевство    |
| 44 | Џон Фарингдон                       | 7. јун 1913.       | 13. август 2024.    | 111 година, 67 дана  | Уједињено Краљевство    |
| 45 | Луис Караско-Муњоз Перез де ла Исла | 13. фебруар 1914.  | Жив                 | 111 година, 62 дана  | Италија                 |
| 46 | Ђовани Ла Пена                      | 29. октобар 1909.  | 28. децембар 2020.  | 111 година, 60 дана  | Италија                 |
| 47 | Антонио Балдо                       | 6. јул 1887.       | 28. август 1998.    | 111 година, 53 дана  | Италија                 |
| 48 | Франсиско Фернандез                 | 24. јул 1901.      | 7. септембар 2012.  | 111 година, 45 дана  | Шпанија                 |
| 49 | Јозеф Рабенда                       | 10. јануар 1892.   | 19. фебруар 2003.   | 111 година, 40 дана  | Француска               |
| 50 | Хари Пат                            | 17. јун 1898.      | 25. јул 2009.       | 111 година, 38 дана  | Уједињено Краљевство    |